# 遺失物取扱所

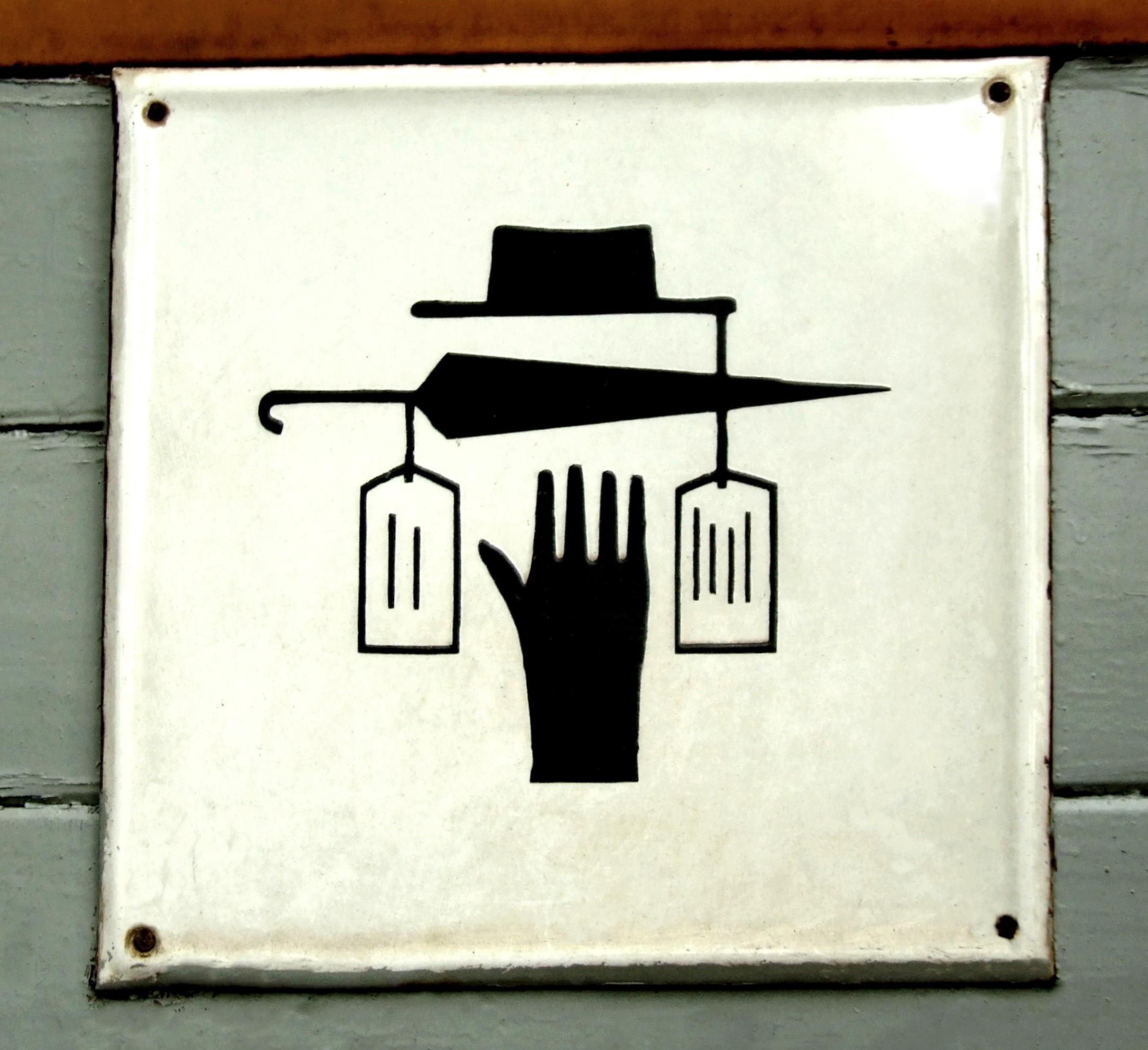
ポーランドの小さな駅にある遺失物取扱所のシンボルマーク

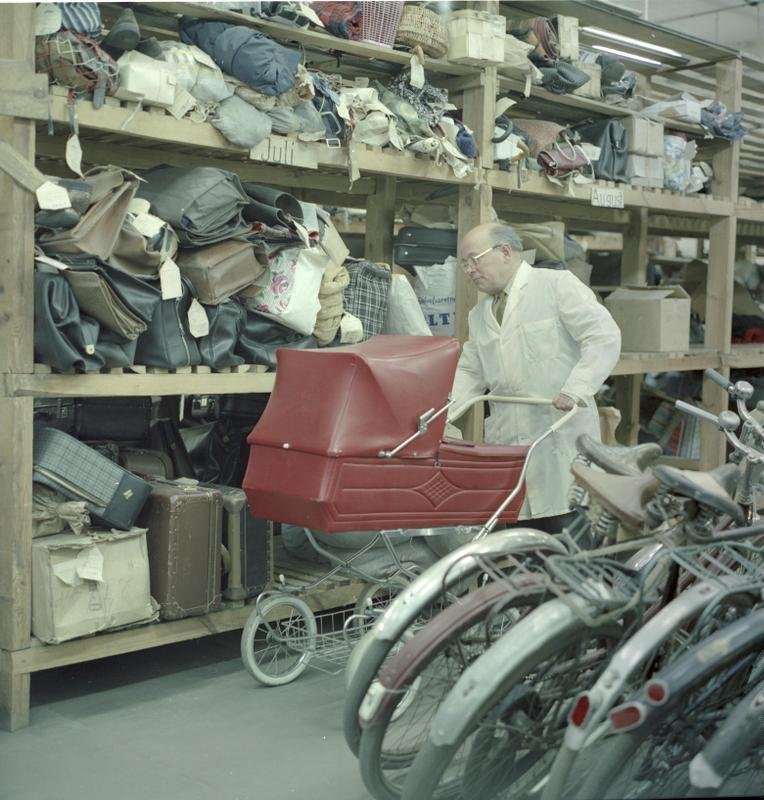
ドイツ・ベルリンの遺失物取扱所内部

遺失物取扱所（いしつぶつとりあつかいじょ）は、鉄道駅・空港・ショッピングセンター・娯楽施設などの多くの人が集まる施設に設置されて、遺失物（忘れ物・落とし物）を拾得した人から預かって保管し、持ち主が現れたときに返却する業務を行う施設である。地方自治体・警察などの遺失物を所管する行政機関が設置することもある。

## 名称とピクトグラム
遺失物センター・忘れ物取扱所・忘れ物センターなどいくつかの名称が使われている。英語では、アメリカ合衆国・カナダでLost and found、イギリスでLost propertyなどと呼ばれている。
交通エコロジー・モビリティ財団の定めた標準案内用図記号（ピクトグラム）では、「忘れ物取扱所」の記号は疑問符の下に傘と鞄を描いたものとなっている。

## 運営
遺失物は、一定期間保管して落とし主が見つからなければ、拾得者の所有となる。しかしその期間中ずっと同じ遺失物取扱所で保管されているわけではない。たいていの遺失物保管所では拾得を届けられた当日中か翌日くらいまで保管している。鉄道事業者のように多くの拾得物が集まる場所では、その事業者に大きな遺失物センターが用意されており、各駅の遺失物取扱所での保管期限を過ぎたものがこちらに送られるようになっている。さらに期間が経つと、所轄の警察の運営する遺失物センターに引き渡され、期限までここで保管されることになる。
期限まで保管されて落とし主が見つからず、拾得者も引き取らない遺失物は、「忘れ物市」といったイベントで一般に販売されたり、業者にまとめて引き渡したりして処分されている。

## 歴史
日本では、718年制定の養老律令・捕亡令得闌遺物条に、届けられた落し物は役所で1年間保管することが決められている。これが日本で確認されている最古の遺失物に関する制度的保管管理の記述である。
近代ヨーロッパにおえる最初の遺失物取扱所はフランスのパリに、ナポレオン・ボナパルトの命で作られたとされている。おなじくフランスで1893年には当時の警察長官により、単に落とし物をした人が申し出てくるのを待つだけではなく、積極的に捜査をして落とし主に返せるようにする仕組みが作られた。しかしこの当時は落とし物の4個に1個しか落とし主に返すことができなかった。
現代においては、コンピューターのオンラインネットワークを利用して複数の遺失物取扱所を結び、どの遺失物取扱所に拾得物が届けられていても確認することができるようになっていたり、自宅からインターネットを利用して検索できるようになっていたりする。